# Вілсон (округ Лінкольн, Вісконсин)
Вілсон (англ. Wilson) — місто (англ. town) в США, в окрузі Лінкольн штату Вісконсин. Населення — 317 осіб (2020).

## Демографія
Згідно з переписом 2010 року, у місті мешкало 309 осіб у 137 домогосподарствах у складі 105 родин. Було 398 помешкань
Расовий склад населення:
| - 98,1 % — білих |

До двох чи більше рас належало 1,3 %. Частка іспаномовних становила 3,2 % від усіх жителів.
За віковим діапазоном населення розподілялося таким чином: 17,5 % — особи молодші 18 років, 59,2 % — особи у віці 18—64 років, 23,3 % — особи у віці 65 років та старші. Медіана віку мешканця становила 51,2 року. На 100 осіб жіночої статі у місті припадало 103,3 чоловіків;  на 100 жінок у віці від 18 років та старших — 97,7 чоловіків також старших 18 років.
Середній дохід на одне домашнє господарство  становив 72 112 долари США (медіана — 58 750), а середній дохід на одну сім'ю — 79 219 доларів (медіана — 61 250). Медіана доходів становила 47 031 долар для чоловіків та 29 375 доларів для жінок. За межею бідності перебувало 3,5 % осіб, у тому числі 9,3 % дітей у віці до 18 років та 1,1 % осіб у віці 65 років та старших.
Цивільне працевлаштоване населення становило 138 осіб. Основні галузі зайнятості: виробництво — 27,5 %, освіта, охорона здоров'я та соціальна допомога — 18,1 %, мистецтво, розваги та відпочинок — 15,9 %, будівництво — 14,5 %.